# Giennadij Biełkow
Giennadij Aleksiejewicz Biełkow (ros. Геннадий Алексеевич Белков, ur. 24 czerwca 1956 w Kujbyszewie) – radziecki lekkoatleta, specjalista skoku wzwyż.
Zaczynał karierę w Kujbyszewie, lecz potem kontynuował ją w Taszkiencie w klubie „Trudowyje Riezierwy”, stąd jest uważany za zawodnika uzbeckiego.
Zajął 11.–12. miejsce w skoku wzwyż na mistrzostwach Europy juniorów w 1975 w Atenach. Na mistrzostwach Europy w 1978 w Pradze zajął w tej konkurencji 14. miejsce.
Zdobył srebrny medal w skoku wzwyż na halowych mistrzostwach Europy w 1979 w Wiedniu, przegrywając jedynie ze swym kolegą z reprezentacji Związku Radzieckiego Władimirem Jaszczenko, a wyprzedzając Andre Schneidera-Lauba z Republiki Federalnej Niemiec. Na kolejnych halowych mistrzostwach Europy w 1980 w Sindelfingen zajął 18. miejsce.
Zajął 10. miejsce na igrzyskach olimpijskich w 1980 w Moskwie. Na halowych mistrzostwach Europy w 1983 w Budapeszcie zajął 14. miejsce.
Biełkow był halowym mistrzem ZSRR w skoku wzwyż w 1979 i 1980.
Jego rekordy życiowe w skoku wzwyż: 2,32 m na otwartym stadionie osiągnięty 20 maja 1982 w Taszkiencie i 2,30 m w hali uzyskany 30 stycznia 1983 w Czelabińsku są do tej pory (kwiecień 2020) rekordami Uzbekistanu.
Biełkow pracuje jako trener w Samarze w Rosji.